# Sainte-Foy-Tarentaise
Sainte-Foy-Tarentaise ist eine französische Gemeinde mit 690 Einwohnern (Stand: 1. Januar 2022) im Département Savoie in der Region Auvergne-Rhône-Alpes. Sainte-Foy-Tarentaise gehört zum Kanton Bourg-Saint-Maurice im Arrondissement Albertville und ist Mitglied im Gemeindeverband Communauté de communes de Haute Tarentaise.

## Geografie
Sainte-Foy-Tarentaise liegt etwa 75 Kilometer östlich von Chambéry und etwa 39 Kilometer ostsüdöstlich von Albertville an der Grenze zum Aostatal in Italien. Umgeben wird Sainte-Foy-Tarentaise von den Nachbargemeinden La Thuile im Norden (Italien), Valgrisenche im Osten (Italien), Tignes im Süden, Villaroger im Westen sowie Montvalezan im Nordwesten.

## Bevölkerungsentwicklung
| Jahr                       | 1954 | 1962 | 1968 | 1975 | 1982 | 1990 | 1999 | 2006 | 2013 |
| -------------------------- | ---- | ---- | ---- | ---- | ---- | ---- | ---- | ---- | ---- |
| Einwohner                  | 858  | 728  | 700  | 593  | 609  | 643  | 681  | 849  | 784  |
| Quellen: Cassini und INSEE |      |      |      |      |      |      |      |      |      |

## Sehenswürdigkeiten
- Kirche Sainte-Foy, 1975 wieder errichtet
- Kapelle Sainte-Brigitte im Ortsteil Le Miroir
- Kapelle Saint-Clair im Ortsteil Le Monal
- Kapelle Saint-Claude im Ortsteil La Mazure
- Kapelle Saint-Grat im Ortsteil Chenal

## Persönlichkeiten
- Michel Arpin (1935–2015), Skirennläufer

## Weblinks

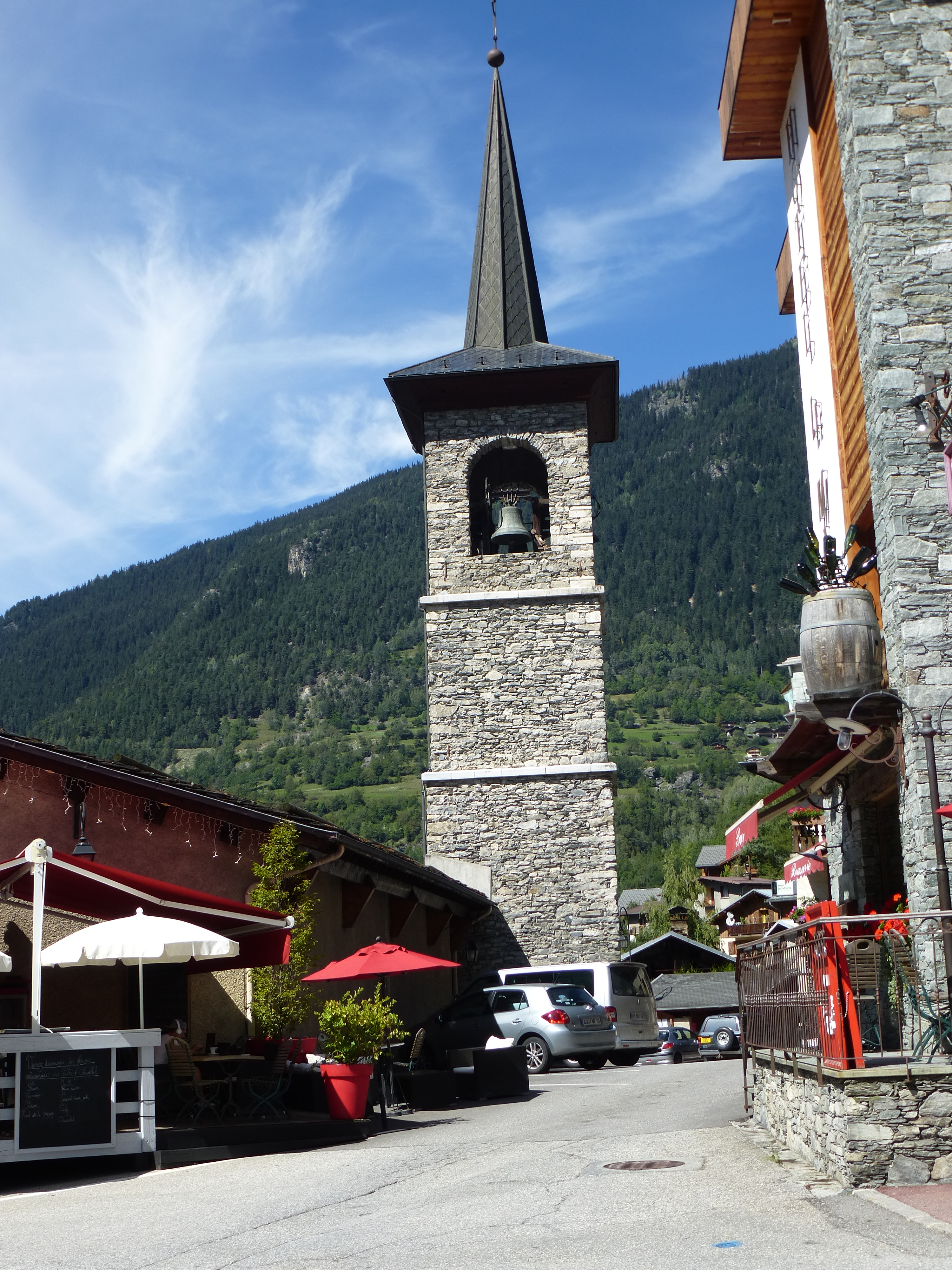
Kirche Sainte-Foy